# Ilaria Kaeslin
Ilaria Kaeslin (* 8. Dezember 1997 in Sagno) ist eine Schweizer Kunstturnerin, die seit 2012 der Nationalmannschaft angehört. Sie ist mit Ariella Kaeslin entfernt verwandt: Die Grossmütter der beiden Kunstturnerinnen waren Cousinen.

## Biografie
Kaeslin hat ihre Kunstturnkarriere in Tenero-Contra begonnen. 2011 wurde sie Schweizer Juniorenmeisterin. Ihre Fähigkeiten liegen in allen Kunstturndisziplinen (Sprung, Stufenbarren, Schwebebalken, Bodenturnen). Sie trainiert im Nationalen Sportzentrum Magglingen und besucht nebenbei eine Schule. Kaeslin hat an mehreren Welt-, Europa- und Schweizermeisterschaften sowie anderen nationalen Meisterschaften teilgenommen. 2013 wurde sie zur besten Sportlerin des Kantons Tessin gewählt.

## Erfolge
- Europameisterschaften 2014 in Sofia: 8. Rang Team
- Schweizer Meisterschaften Kunstturnen 2014 in Widen: 3. Rang Mehrkampf, 1. Rang Schwebebalken, 3. Rang Bodenturnen
- Schweizer Meisterschaften Kunstturnen 2013 in Clarens: 2. Rang Mehrkampf, 2. Rang Stufenbarren, 2. Rang Schwebebalken, 2. Rang Bodenturnen
- Schweizer Meisterschaften Kunstturnen 2012 in Oberbüren: 2. Rang Mehrkampf, 2. Rang Stufenbarren, 2. Rang Schwebebalken, 2. Rang Bodenturnen
- Schweizer Meisterschaften Kunstturnen Juniorinnen 2012 in Möhlin: 2. Rang Mehrkampf, 1. Rang Schwebebalken, 1. Rang Bodenturnen, 2. Rang Sprung, 4. Rang Stufenbarren
- Schweizer Meisterschaften Kunstturnen Juniorinnen 2011 in Rüti: 1. Rang Mehrkampf, 1. Rang Schwebebalken, 1. Rang Bodenturnen, 4. Rang Stufenbarren

## Auszeichnungen
- Tessiner Sportlerin des Jahres 2013[3]